# Готен-Либарренс
Готе́н-Либарре́нс (фр. Gotein-Libarrenx) — коммуна во Франции, находится в регионе Аквитания. Департамент — Атлантические Пиренеи. Входит в состав кантона Монтань-Баск. Округ коммуны — Олорон-Сент-Мари.
Код INSEE коммуны — 64247.

## География

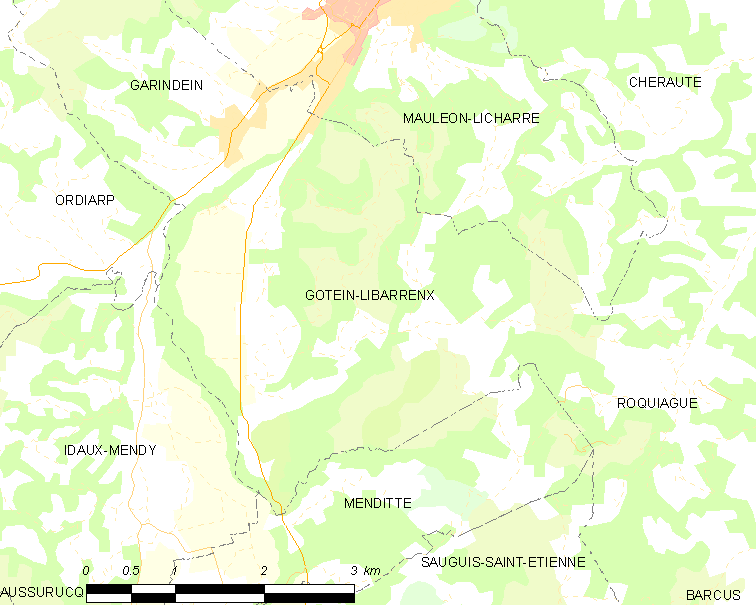
Карта коммуны

Коммуна расположена приблизительно в 680 км к югу от Парижа, в 185 км южнее Бордо, в 45 км к западу от По.
На западе коммуны протекает река Сезон.

### Климат
Климат тёплый океанический. Зима мягкая, средняя температура января — от +5°С до +13°С, температуры ниже −10 °C бывают редко. Снег выпадает около 15 дней в году с ноября по апрель. Максимальная температура летом порядка 20-30 °C, выше 35 °C бывает очень редко. Количество осадков высокое, порядка 1100 мм в год. Характерна безветренная погода, сильные ветры очень редки.

## Население
Население коммуны на 2010 год составляло 451 человек.
| 1962 | 1968 | 1975 | 1982 | 1990 | 1999 | 2010 |
| ---- | ---- | ---- | ---- | ---- | ---- | ---- |
| 448  | 441  | 486  | 444  | 453  | 467  | 451  |

## Администрация
| Период | Период | Фамилия       | Партия | Примечания |
| ------ | ------ | ------------- | ------ | ---------- |
| 1995   | 2001   | Арно Лугаро   |        |            |
| 2001   | 2020   | Бернар Лугаро |        |            |

## Экономика
В 2010 году среди 271 человека трудоспособного возраста (15-64 лет) 199 были экономически активными, 72 — неактивными (показатель активности — 73,4 %, в 1999 году было 72,0 %). Из 199 активных жителей работали 188 человек (105 мужчин и 83 женщины), безработных было 11 (4 мужчины и 7 женщин). Среди 72 неактивных 15 человек были учениками или студентами, 40 — пенсионерами, 17 были неактивными по другим причинам.

## Достопримечательности
- Церковь тринитариев (XVII век). Исторический памятник с 1925 года[5]

## Фотогалерея

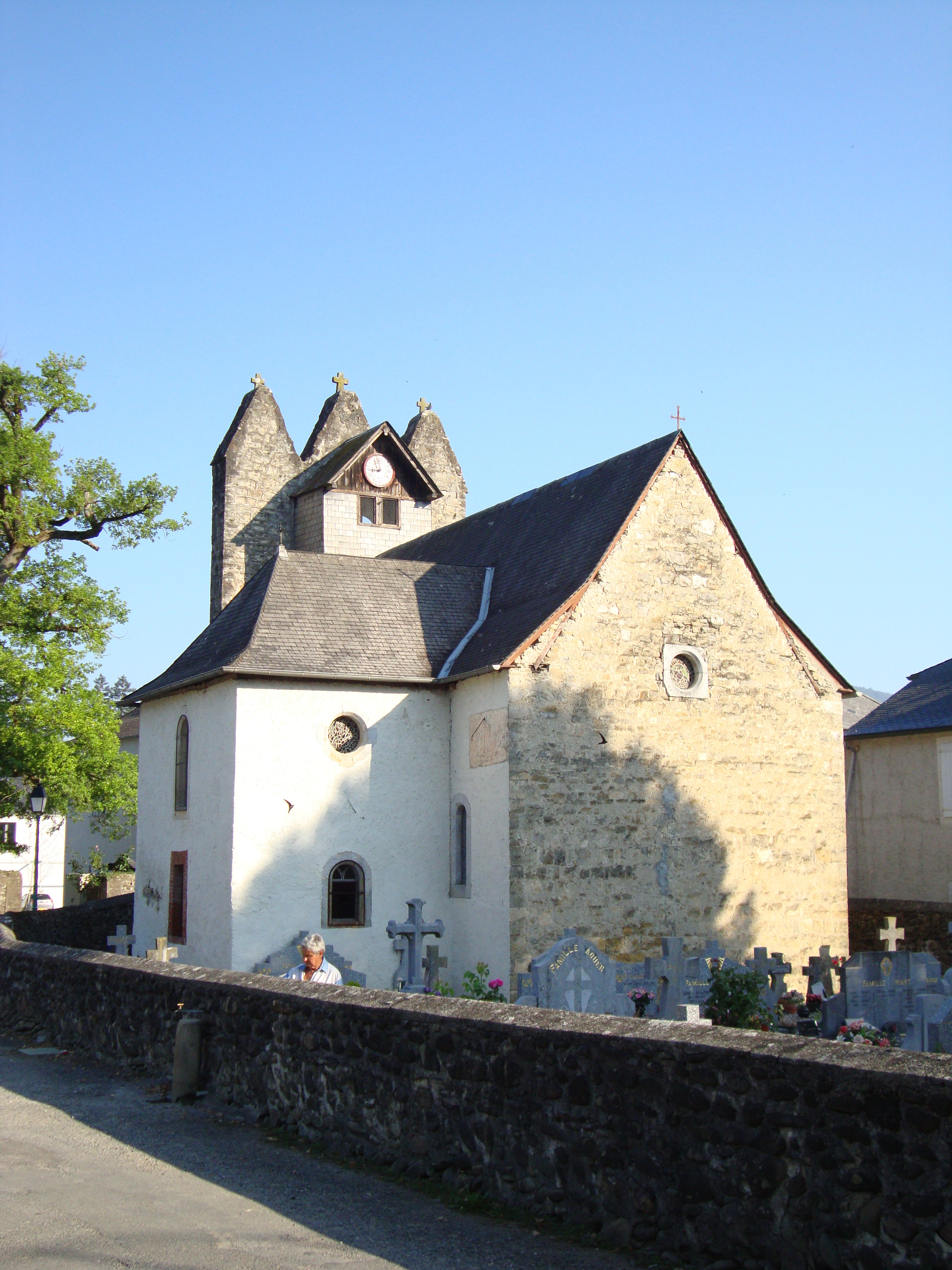
Церковь
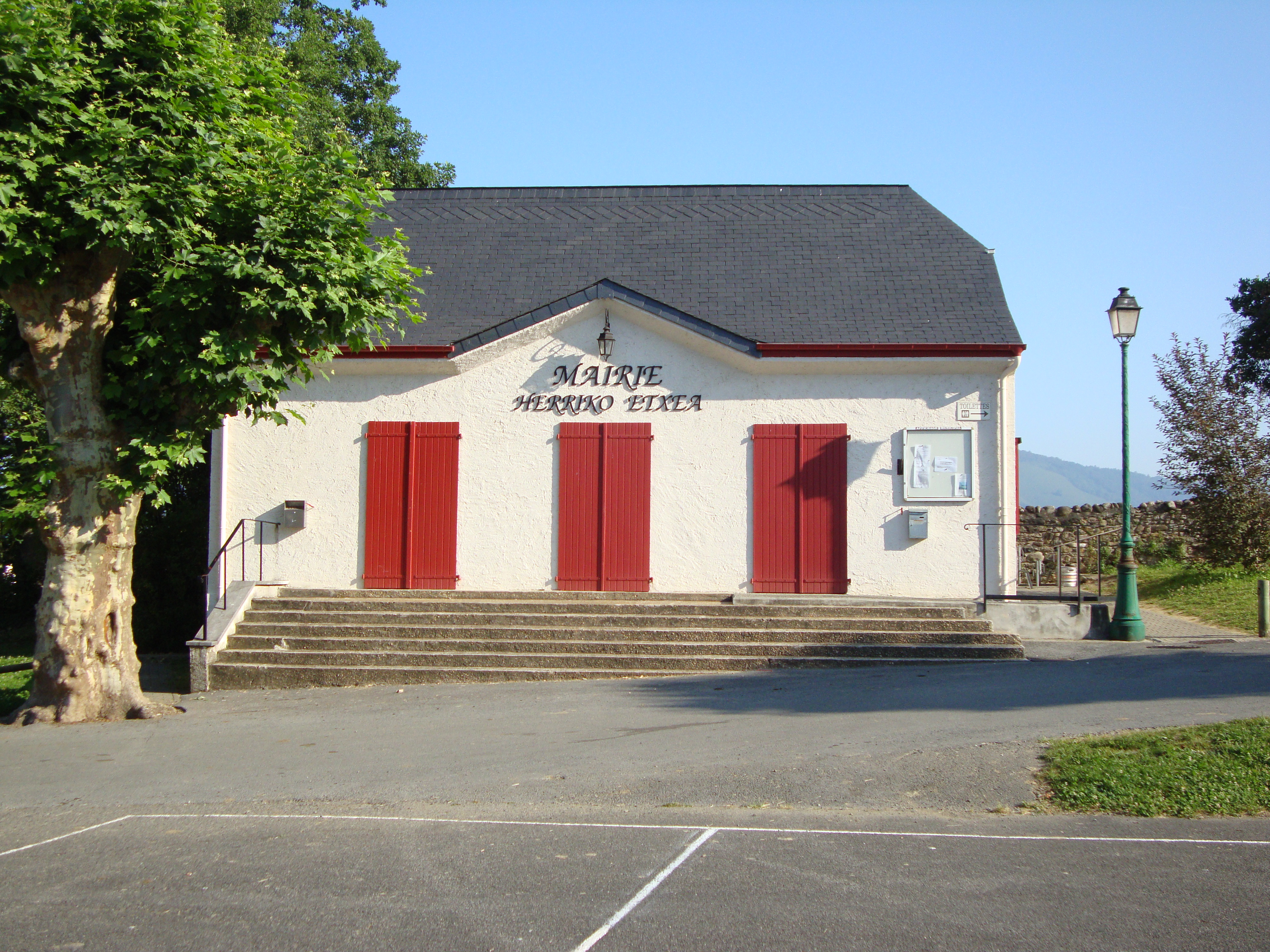
Мэрия
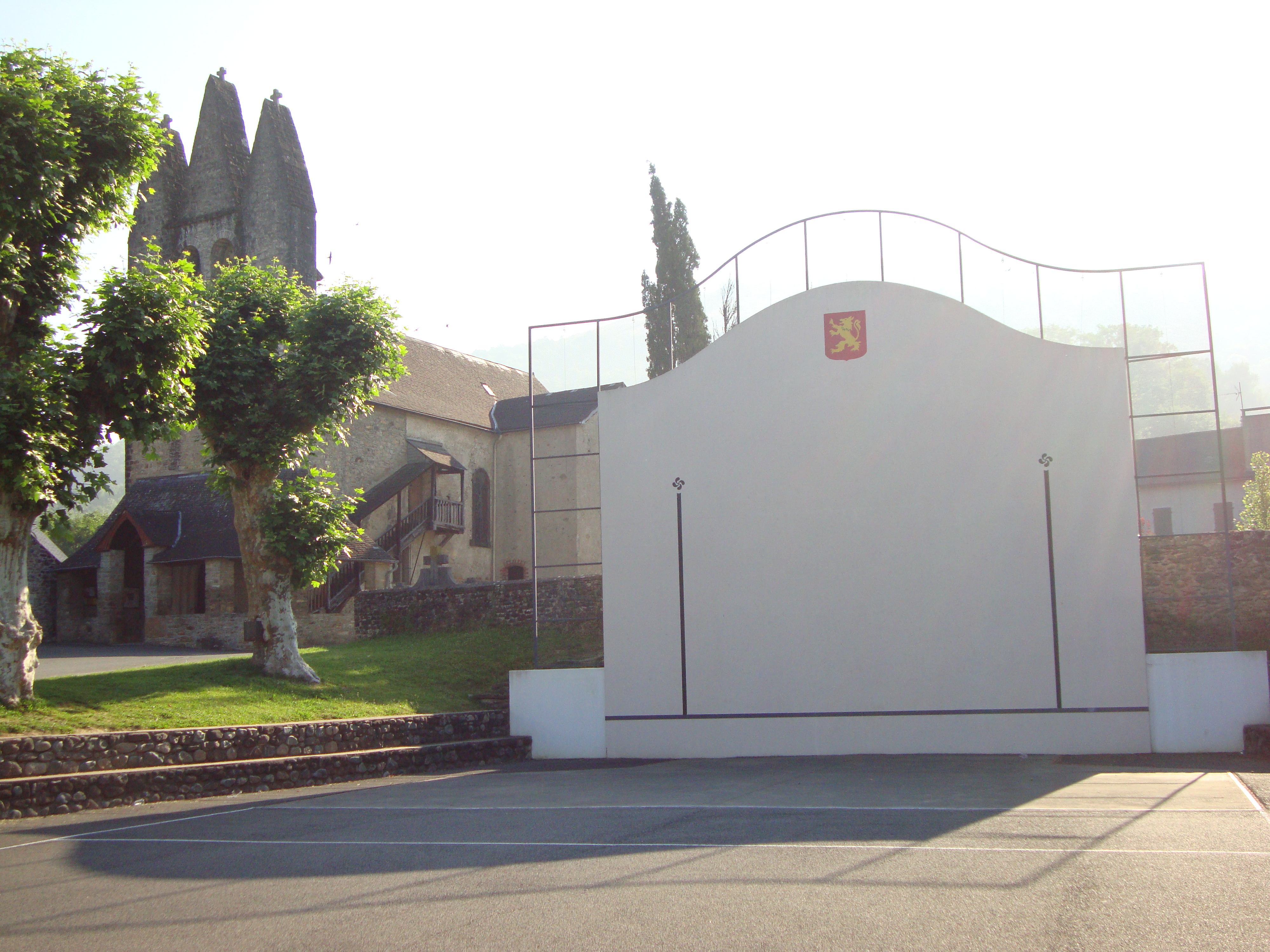
Фронтон (площадка для игры в пелоту)
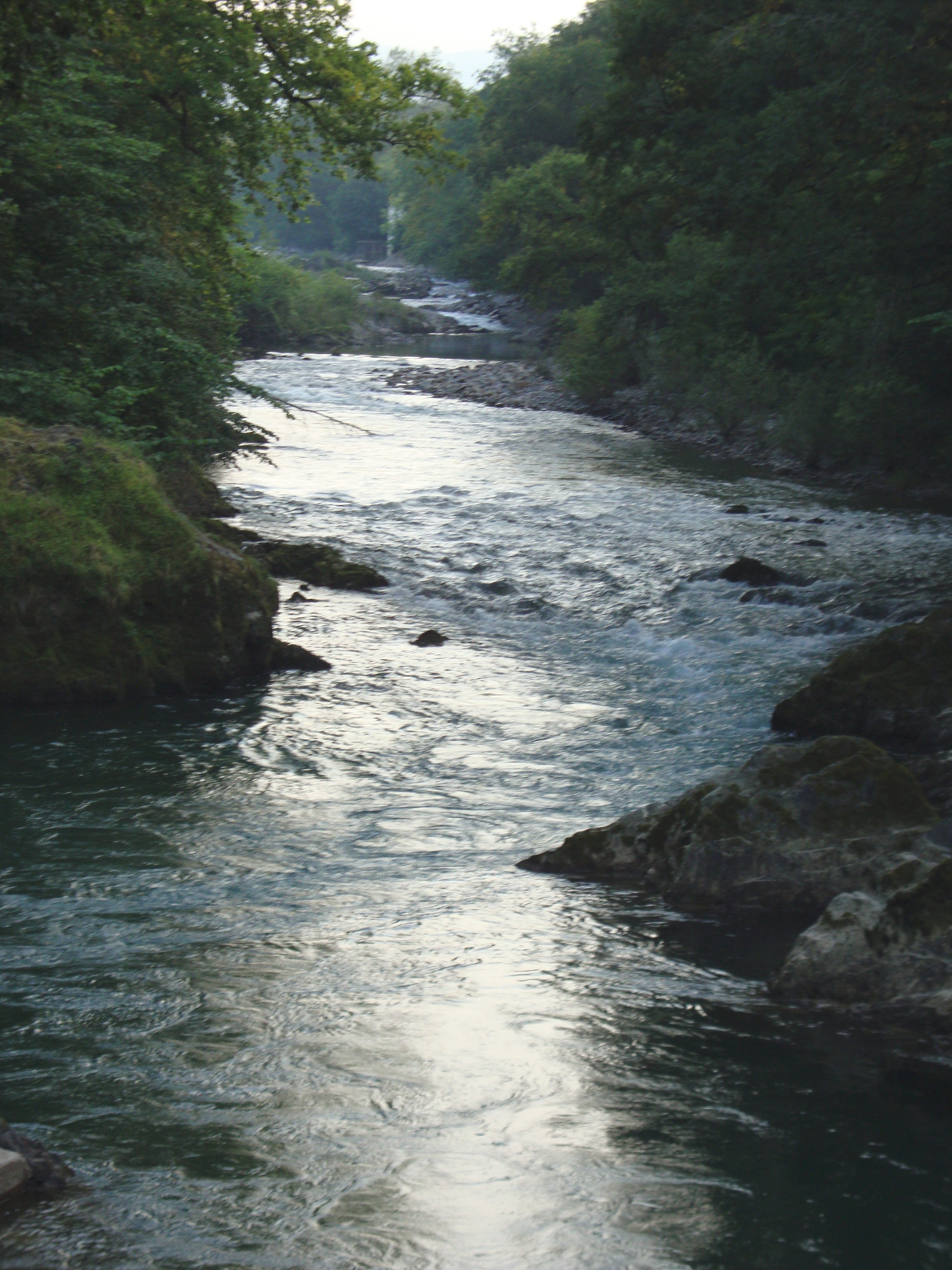
Река Сезон
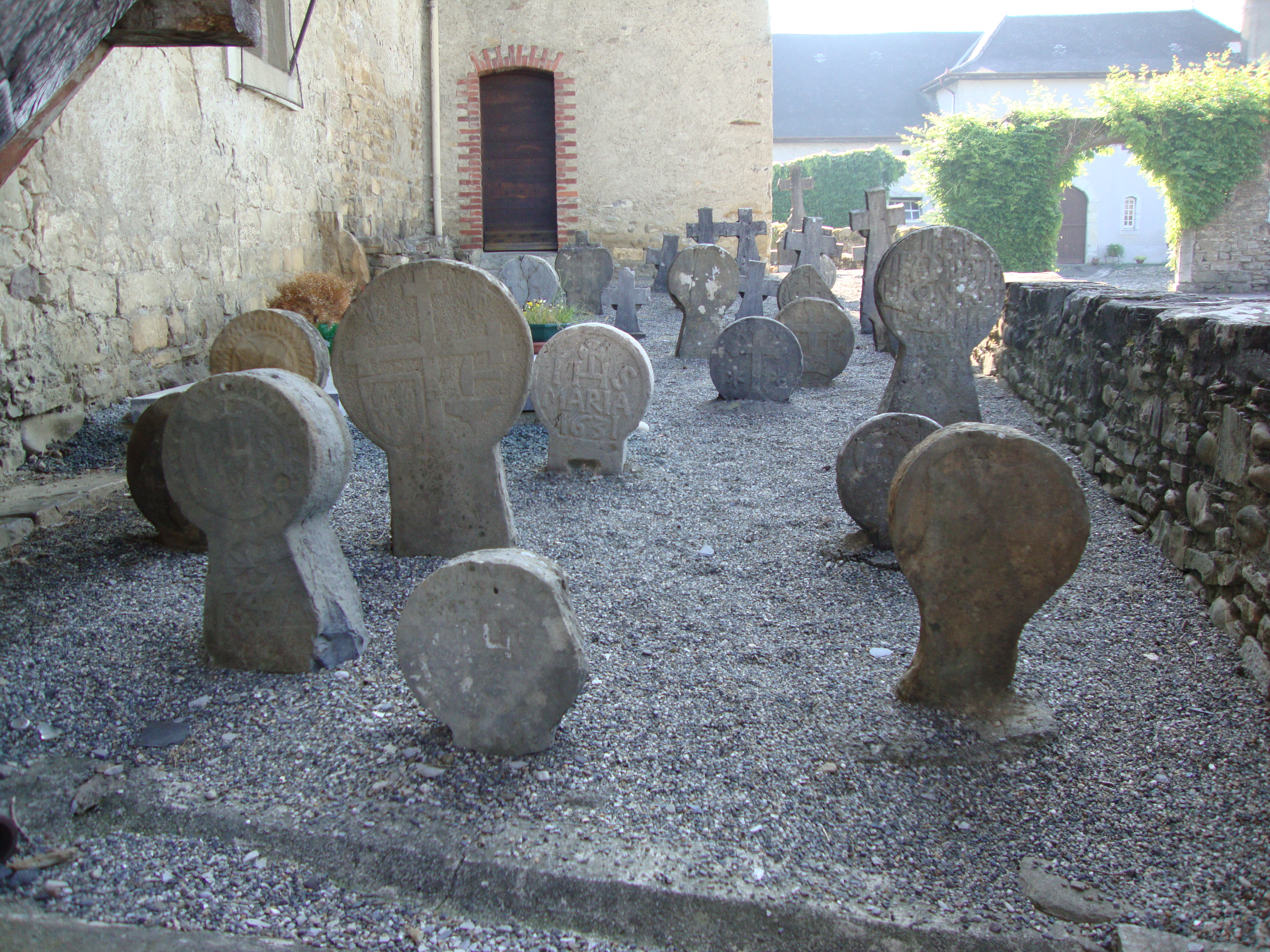
Баскские стелы